# Ngàn mặt trời rực rỡ
Ngàn mặt trời rực rỡ là tiểu thuyết  thứ hai phát hành năm 2007 của nhà văn Khaled Hosseini, một người Mĩ gốc Afghanistan. Cuốn sách nhanh chóng trở thành tác phẩm bán chạy, tiếp nối sự thành công của tiểu thuyết Người đua diều năm 2003 của ông. Cả hai cuốn tiểu thuyết gộp lại bán được 38 triệu bản trên toàn thế giới. Năm 2010, Ngàn mặt trời rực rỡ được dịch sang tiếng Việt.

## Sơ lược nội dung
Thời gian trong tiểu thuyết trải dài hơn 40 năm từ thập niên 60 thế kỷ 20 đến năm 2003. Bố cục tiểu thuyết chia làm bốn phần: Phần 1 tập trung miêu tả Mariam, phần 2 và 4 miêu tả Laila và phần 3 mô tả mối quan hệ giữa hai người phụ nữ. 
Ở vùng ngoại ô Herat, một cô bé tên Mariam sống với người mẹ nóng nảy và ghẻ lạnh. Cha của Mariam, Jalil, là một doanh nhân sở hữu một rạp chiếu phim và sống ở Herat cùng với ba người vợ và nhiều đứa con. Jalil thường đến thăm Mariam, đứa con ngoài giá thú của mình, vào mỗi thứ Năm. Vào sinh nhật thứ mười lăm của cô, Mariam muốn cha mình đưa đến xem Pinocchio tại rạp chiếu phim của ông, mặc sự ngăn cản của mẹ mình. Khi ông không đến chỗ hẹn, cô tự tìm đến nhà ông, không được vào nhà và phải qua đêm ngoài căn nhà. Khi bị buộc trở về nhà, Mariam thấy mẹ mình đã tự tử vì sợ rằng con gái bỏ rơi bà. Cô được đưa đến sống tại nhà của Jalil, nhưng những người vợ ông đã thúc đẩy ông phải sắp xếp để Mariam kết hôn với Rasheed, một thợ đóng giày ở Kabul, người hơn cô gần ba mươi tuổi. Mariam chống cự nhưng bị ép buộc, đành phải chấp nhận. Ở Kabul, Rasheed ban đầu đối xử tốt với cô. Tuy nhiên, khi Mariam sảy thai nhiều lần, mối quan hệ của họ trở nên tồi tệ và ông ta ngày càng cáu bẳn, đánh đập cô vì không sinh được cho ông ta một đứa con trai.
Laila là cô bé sống gần nhà của vợ chồng Mariam vì tên lửa lạc mà mất cha mẹ, bị lừa rằng người bạn thơ ấu và cũng là người yêu Tariq đã chết khi đi Pakistan tị nạn và bụng mang dạ chửa đến nhà Rasheed làm vợ lẽ để tìm nơi nương tựa cho hai mẹ con, tin rằng Rasheed sẽ không biết chuyện mình có thai. Thoạt đầu, Mariam có hiềm thù với Laila vì lo sợ Laila chiếm mất chỗ của mình nhưng khi con gái Aziza của Laila ra đời, Mariam mở lòng với đứa trẻ và dần thân thiết với Laila. Họ toan tính chạy trốn đi nhưng giữa đường bị phát hiện và bị gửi trả lại nhà Rasheed, tiếp tục sống cuộc sống bị chồng mình bạo hành.
Vài năm sau, Taliban lên nắm quyền và thao túng đời sống ở Afghanistan. Họ ra nhiều đạo luật khắt khe với phụ nữ, trong đó có điều cấm phụ nữ ra ngoài một mình không có người thân là nam đi heo. Lúc này, Laila đã có đứa con thứ hai là Zalmai với Rasheed. Sau trận hoả hoạn đốt trụi tiệm của Rasheed, Aziza bị buộc phải đến trại trẻ mồ côi vì gia cảnh khó khăn. Một hôm, Tariq xuất hiện và đoàn tụ với Laila, nhưng sự xuất hiện của anh lại là nguyên nhân khiến Rasheed nổi điên đánh đập Laila tàn bạo. Để bảo vệ Laila, Mariam đã dùng xẻng đánh chết Rasheed, sau đó bà ra tự thú để tránh cho đôi trẻ vừa đoàn tụ khỏi chịu chung trách nhiệm. Cuối cùng, bà bị xử tử hình. Còn Laila và Tariq cùng hai đứa con chạy đến Pakistan.
Khi Taliban sụp đổ, Laila và Tariq, lúc này đã là vợ chồng, trở về nước sửa chữa trại trẻ mồ côi ở Kabul, và Laila làm giáo viên ở đó. Laila tìm đến nơi Mariam từng sinh sống và nhận được những món đồ mà cha Mariam gửi lại cho con gái trước khi ông chết mà Mariam không bao giờ đến nhận.

## Chuyển thể
Columbia Pictures xác nhận sẽ phát hành bộ phim chuyển thể từ tiểu thuyết này vào năm 2015.